# Cultroribula castriensis
Cultroribula castriensis är en kvalsterart som beskrevs av Sandór Mahunka 1985. Cultroribula castriensis ingår i släktet Cultroribula och familjen Astegistidae. Inga underarter finns listade i Catalogue of Life.